# Хлорид титана(III)
Хлори́д тита́на(III) — неорганическое соединение, соль металла титана и соляной кислоты с формулой {\displaystyle {\ce {TiCl3}}}, тёмно-фиолетовые кристаллы, растворяется в воде, медленно окисляется на воздухе, образует кристаллогидрат.

## Получение
Растворением металлического титана в концентрированной горячей соляной кислоте:
{\displaystyle {\ce {2Ti{}+6HCl->[90~{\ce {^{o}C}}]2TiCl3{}+3H2}}}.
Растворением хлорида титана(II) в разбавленной соляной кислоте:
{\displaystyle {\ce {2 TiCl2 + 2 HCl -> 2 TiCl3 + H2 ^}}}.
Восстановлением водородом хлорида титана(IV):
{\displaystyle {\ce {2TiCl4{}+H2->[500~{\ce {^{o}C}}]2TiCl3{}+2HCl}}}.
Восстановлением титаном хлорида титана(IV):
{\displaystyle {\ce {3TiCl4{}+Ti->[500~{\ce {^{o}C}}]4TiCl3}}}.
Восстановлением с помощью электролиза хлорида титана(IV):
{\displaystyle {\ce {2 TiCl4 ->[e^-] 2 TiCl3 + Cl2 ^}}}.

## Физические свойства
Хлорид титана(III) образует тёмно-фиолетовые кристаллы тригональной сингонии, пространственная группа R 3, параметры ячейки a=0,6133 нм, c=1,753 нм, Z=6.
Известна β-модификация TiCl3 — кристаллы коричневого цвета.
Образует кристаллогидрат состава {\displaystyle {\ce {TiCl3.6H2O,}}} который имеет гидратные изомеры: {\displaystyle {\ce {[Ti(H2O)6]Cl3}}} (фиолетовый), {\displaystyle {\ce {[Ti(H2O)5Cl]Cl2.H2O}}} (зелёный) и {\displaystyle {\ce {[Ti(H2O)4Cl2]Cl.2H2O}}} (зелёный).
Хорошо растворяется в воде с одновременным гидролизом по катиону.
Растворяется в этаноле, не растворяется в диэтиловом эфире и бензоле.
С жидким аммиаком образует комплексы состава {\displaystyle {\ce {[Ti(NH3)6]Cl3}}} и {\displaystyle {\ce {TiCl3.2NH3}}}.

## Химические свойства
- Разлагается (диспропорционирует) при нагревании:

{\displaystyle {\ce {2TiCl3->[440-700~{\ce {^{o}C}}]TiCl2{}+TiCl4}}}.
- Реагирует с щелочами в инертной атмосфере:

{\displaystyle {\ce {TiCl3 + 3 NaOH ->[{\ce {N2}}] Ti(OH)3 v + 3 NaCl,}}}
на воздухе реакция идёт иначе:
{\displaystyle {\ce {2 TiCl3 + 6 NaOH + O2 -> 2 TiO(OH)2 v + 6 NaCl + H2O2}}}.
- В кислой среде легко окисляется:

{\displaystyle {\ce {4 TiCl3 + O2 + 4 HCl + 6 H2O ->[{\ce {Pt}}] 4 Ti(H2O)2Cl4}}}.
- Водный раствор постепенно окисляется на воздухе и в нейтральной среде:

{\displaystyle {\ce {4 TiCl3 + O2 + 2 H2O -> 4 TiOCl2 + 4 HCl}}}.
- Восстанавливается атомарным водородом:

{\displaystyle {\ce {TiCl3{}+{H^{0}}_{(Zn,~HCl)}{}+6H2O->[{\ce {\tau }}]4[Ti(H2O)6]Cl2{}+HCl}}}.
- Восстанавливается металлическим титаном:

{\displaystyle {\ce {2TiCl3{}+Ti->[800-900~{\ce {^{o}C}}]3TiCl2}}}.
- С хлоридами щелочных металлов образует комплексные соли:

{\displaystyle {\ce {TiCl3 + 2 KCl -> K2[Ti(H2O)Cl5]}}}.

## Применение
- Компонент катализатора Циглера — Натта.
- Реагент в органическом синтезе.